# Sinsat
Sinsat è un ex comune francese di 109 abitanti situato nel dipartimento dell'Ariège nella regione dell'Occitania. Il 1º gennaio 2019 fu accorpato con il comune di Aulos per formare il nuovo comune di Aulos-Sinsat.

## Società

### Evoluzione demografica
Abitanti censiti